# Gefle IF
Gefle IF este un club de fotbal din Gävle, Suedia fondat în anul 1882.

## Palmares
| - Superettan - Vice-campioană : 2004 | - Division 1 Norra - Vice-campioană : 1995 | - Cupa Suediei - Finalistă : 2006 - Semifinale : 1989, 1997 |

## Cupa
Cele mai mari realizări obținute de Gefle în cupa națională al Suediei.
| An         | Club Sportiv | Scor   | Adversar     | Penalty |
| Finala     | Finala       | Finala | Finala       | Finala  |
| ---------- | ------------ | ------ | ------------ | ------- |
| 2006       | Gefle        | 0 - 2  | Helsingborgs |         |
| Semifinale |              |        |              |         |
| 2006       | Gefle        | 1 - 1  | Kalmar       | 4 - 3   |
| 1997       | Gefle        | 0 - 3  | Elfsborg     |         |
| 1989       | Gefle        | 0 - 0  | Djurgårdens  | 3 - 4   |

## Baraj
| An   | Club Sportiv | Acasă | Total | Deplasare | Adversar   |
| ---- | ------------ | ----- | ----- | --------- | ---------- |
| 2014 | Gefle        | 1 - 0 | 4 - 1 | 3 - 1     | Ljungskile |
| 2010 | Gefle        | 2 - 0 | 3 - 0 | 1 - 0     | Sundsvall  |

## Referință
1. ↑  Suedia - Lista echipelor care au câștigat cupa națională - rsssf.com
2. ↑  „Baraj dintre Superettan și Allsvenskan” (în romani). flashscore.ro. Accesat în 8 noiembrie 2020.